# Voûtain au-dessus d'Ézéchias, Manassé et Amon
Le voûtain au-dessus d'Ézéchias, Manassé et Amon été peint à fresque par Michel-Ange vers 1510 et fait partie de la décoration du plafond de la chapelle Sixtine dans les musées du Vatican à Rome, commandé par Jules II.

## Histoire

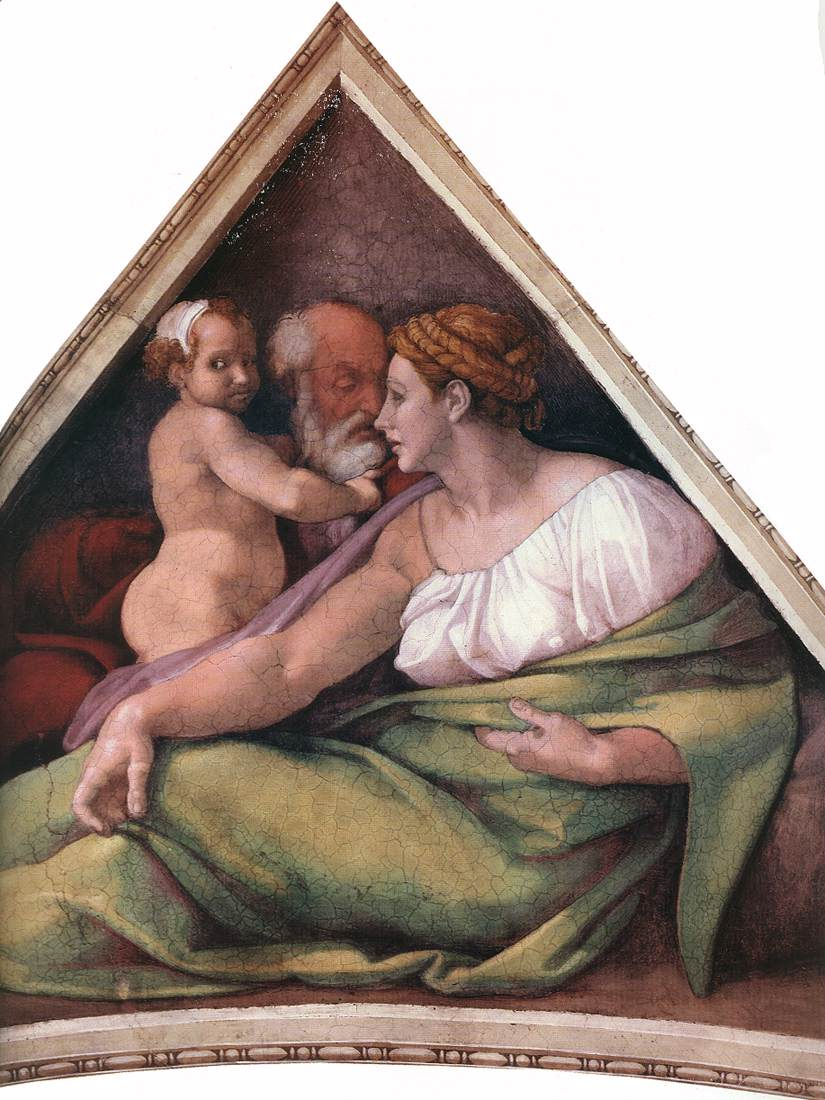
Détail.

Les voûtains, comme les lunettes en-dessous, contiennent la série des Ancêtres du Christ, et leur sont étroitement liés d'un point de vue iconologique, bien qu'ils soient très différents du point de vue iconographique et du point de vue du style et de la forme. Ce sont des espaces triangulaires concaves, que l'artiste a remplis de groupes familiaux sur fond sombre (contrairement aux fonds clairs des lunettes) et avec des positions différentes, assis au sol plutôt que sur des marches, pour s'adapter à la forme de l'espace à peindre. L'identification des sujets, tirée de la généalogie du Christ dans l'Évangile de Matthieu, est basée sur les noms inscrits sur les cartouches au centre des lunettes en-dessous. Les lunettes surmontées d'un voûtain ont généralement trois noms au lieu de deux. Il n'y a pas accord entre les savants sur les noms des différents groupes représentés : Michel-Ange n'a utilisé aucun attribut iconographique et ne recherchait peut-être même pas une identification directe et incontestable, se concentrant plutôt sur la représentation de divers types humains et attitudes.
Les espaces triangulaires au-dessus de chaque voûtain sont remplis des dits nus de bronze, des figures monochromes simulant le bronze, placées dans des positions symétriques devant des fonds sombres et violacés, séparés par un crâne de bélier duquel pendent des rubans dorés
Les voûtains ont été réalisées, comme le reste des fresques de la voûte, en deux phases, à partir du mur du fond, en face de l'autel. Les derniers épisodes d'un point de vue chronologique des histoires racontées ont donc été les premiers à être peints. À l'été 1511, la première moitié de la chapelle devait être achevée, nécessitant le démontage de l'échafaudage et sa reconstruction dans l'autre moitié. La deuxième phase, qui a débuté en octobre 1511, s'est terminée un an plus tard, juste à temps pour le dévoilement de l'œuvre la veille de la Toussaint 1512.
Le voûtain au-dessus d’Ézéchias, Manassé et Amon, proche du Péché originel et l'expulsion du Paradis terrestre, est daté de la fin de la première phase des travaux, vers 1510.

## Description et style
Dans la lunette au-dessous, les personnages sont généralement identifiés comme Ézéchias et Amon, donc la famille de Manassé doit être représentée dans le voûtain.
La scène, peinte en deux « jours » de fresque, montre une femme assise au premier plan, avec le torse tourné vers le spectateur, ses jambes et son visage de profil. Il porte un large manteau vert, avec des reflets glacés jaunes, doublé de violet, et une chemise blanche qui tombe sur son épaule droite. Derrière elle, un enfant est debout, peut-être une petite fille à en juger par sa tête couverte par une coiffe, et un homme aux cheveux blancs est également couché.
Le groupe est éclairé par une lumière intérieure, du moins la femme couchée et l’enfant, tandis que le vieillard est plus sombre et réalisé plus sommairement. C'est une manière de mettre en valeur la profondeur, également utilisée en sculpture à travers le « non fini », visible par exemple dans des œuvres comme le Tondo Pitti ou le Tondo Taddei.

## Nus de bronze
Les deux « nus de bronze » pour lesquels un seul « jour  » a suffi, sont insérés dans les espaces triangulaires, couchés dans une position symétrique avec leurs épaules face au centre et la tête penchée, comme s’ils étaient somnolents.
Ils ont été conçus à partir du même carton retourné, avec quelques différences qui empêchent une symétrie trop rigide : par exemple le droit est ombragé beaucoup plus incisivement.